# Immers
Immers är en ö i Finland. Den ligger i Skärgårdshavet och i kommunen Pargas i den ekonomiska regionen  Åboland i landskapet Egentliga Finland, i den sydvästra delen av landet. Ön ligger omkring 35 kilometer sydväst om Åbo och omkring 180 kilometer väster om Helsingfors.
Öns area är 2 hektar och dess största längd är 210 meter i öst-västlig riktning.